# Anton Buttigieg
Anton Buttigieg (maltesiska: Anton Buttiġieġ) [IPA: antɔn butigi:g], född 19 februari 1912, död 5 maj 1983, var en maltesisk politiker och poet. Han var Maltas president från 1976 till 1981.